# Steingrímur J. Sigfússon
En aquest nom islandès, el darrer nom és un patronímic, no pas un cognom. La manera de referir-se a aquesta persona és pel nom de pila.
Steingrímur J. Sigfússon (nascut el 4 d'agost del 1955) és un polític islandès. Va néixer a Gunnarsstaðir, al nord d'Islàndia. Ha estat membre del parlament islandès (Alþingi) des del 1983 i va ser el president fundador del Moviment d'Esquerra-Verd (Vinstrihreyfingin - Grænt Framboð) des del 1999 fins al 2013. Va ser ministre d'agricultura i comunicacions del 1998 al 1991. Va esdevenir ministre de finances el 2009. El 2011 pren els afers de ministre de pesca i agricultura i ministre d'afers econòmics.
Steingrímur va donar suport a la fi de la presència militar dels EUA a Islàndia, i quan es va fer realitat, llavors es va oposar radicalment al desenvolupament d'una força militar al seu país. De fet, les forces armades islandeses són pràcticament inexistents. El novembre del 2006, va escriure el llibre All of Us – Icelandic Welfare Society at Crossroads sobre la seva ideologia política.
L'octubre de 2019, com a president del Parlament d'Islàndia, criticà la sentència de l'1-O davant l'Assemblea Parlamentària del Consell d'Europa i alertà sobre l'empresonament dels líders independentistes catalans.